# 프리몬트 호텔 앤드 카지노

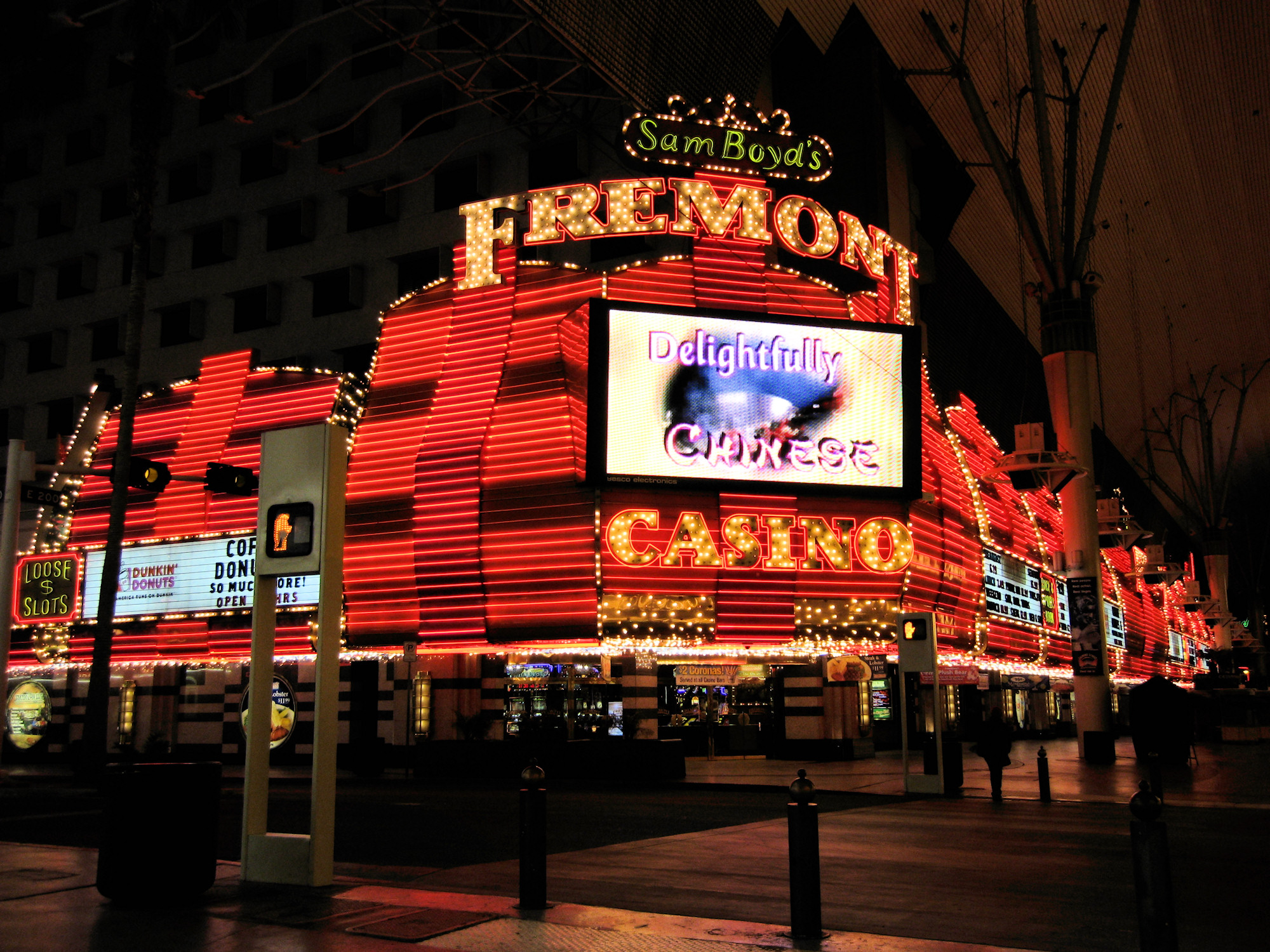
프리몬트 호텔 앤드 카지노

프리몬트 호텔 앤드 카지노(Fremont Hotel and Casino)은 미국 네바다주 라스베이거스에 있는 호텔, 카지노이다. 방의 개수는 447개이다.